# Přivrácená strana Měsíce

Názvy hlavních měsíčních moří a některých kráterů přivrácené strany Měsíce

Přivrácená strana Měsíce je měsíční hemisféra (polokoule), která je trvale obrácena směrem k Zemi. Opačná polokoule se nazývá odvrácená strana Měsíce. Měsíc obrací k Zemi stále stejnou polokouli, protože doba jeho rotace osy je stejná jako doba jeho oběhu kolem Země. Tento stav se nazývá vázaná rotace. Díky osvětlení Sluncem se mění velikost viditelné části, dochází tzv. ke střídání měsíčních fází.
Protože je oběžná dráha Měsíce eliptická, díky libracím můžeme ze Země pozorovat více než polovinu jeho povrchu – je to cca 59 %. Pro názvy útvarů na Měsíci se používají latinské názvy, i když existují jejich ekvivalenty v národních jazycích.

## Popis
Přivrácená strana Měsíce je pokryta světlými a tmavými oblastmi. Někteří astronomové 17. století věřili, že tmavé oblasti jsou pokryty vodou a tvoří tak na Měsíci moře. Světlé části měsíčního povrchu pak měly být pevninami. I když se později zjistilo, že se na povrchu Měsíce nenachází voda, název oblastí (moře, latinsky mare) jim zůstal. Měsíční moře jsou rozsáhlé impaktní pánve vyplněné měsíčními bazalty (čediči).
Na přivrácené části Měsíce se tak nachází 18 měsíčních moří a jeden oceán (lat. oceanus). Stejně jako u pozemských moří mají i měsíční moře zálivy (lat. sinus). Na přivrácené straně se nachází ještě dvě jezera (lat. lacus). Vůči odvrácené straně Měsíce je jeho přivrácená polokoule bohatší na měsíční moře. Poměr je 31,2 % na přivrácené polokouli ku 2,6 % na odvrácené.
Z vyvýšených částí jsou nejvýznamnější měsíční pohoří – Montes Apenninus (Apeniny), Montes Caucasus (Kavkaz), Montes Carpatus (Karpaty), Montes Jura. Že se na Měsíci nachází údolí a vrcholy, objevil již Galileo Galilei na začátku 17. století. Do té doby se lidé domnívali, že měsíční povrch je hladký. Měsíční pohoří však nevznikla horotvornou činností jako na Zemi, ale jsou to pozůstatky okrajů impaktních pánví nebo sesuvů vzniklých krátce po jejich vzniku. Proto se měsíční pohoří nacházejí na okrajích měsíčních moří.
Další z výrazných prvků přivrácené strany Měsíce jsou krátery a jejich paprsky, jedná se především o kráter Tycho v jižní části a kráter Koperník poblíž středu měsíčního disku.
Unikátním útvarem přivrácené polokoule je světlý objekt Reiner Gamma nacházející se v západní části Oceánu bouří (Oceanus Procellarum).